# CJRT-FM
CJRT-FM est une station de radio publique canadienne qui diffuse à Toronto sur la bande FM à la fréquence 91,1 MHz. Elle fonctionne sous le nom de JAZZ.FM91. La station transmet avec une puissance de 40 000 watts. Son émetteur est situé sur la Tour CN.

## Histoire
La station est fondée en 1949 en tant que diffuseur expérimental en modulation de fréquence par le Ryerson Institute of Technology(devenu plus tard Ryerson University). Le but principal de la station est alors de tester la technique radiophonique et la radio, et de diffuser pour les étudiants, mais seulement de 15 h à 21 h du soir le week-end durant la période scolaire. En 1964 la station est animée par une équipe professionnelle et diffuse de 7 h du matin à minuit. Le contenu devient un mélange éclectique de musique classique, de jazz, de folk et d’autres genres, mais aussi de programmes éducatifs, pour enfants, des fictions, des informations, des documentaires, des jeux et des comédies produits par la BBC.
En 1974, Ryerson vend la station à la suite de restrictions budgétaires. À la suite des protestations du public, Bill Davis, premier ministre du gouvernement de la province de l’Ontario, annonce qu’il financera la radio à travers une société indépendante tandis que la station devient la propriété de CJRT-FM inc., une société à but non lucratif dont 60 % des ressources proviennent du gouvernement de l’Ontario, le reste venant de donations d’auditeurs, d’entreprises et de fondations.
En 1996 le soutien financier du gouvernement provincial à CJRT-FM prend fin. La station ne peut alors plus compter que sur ses propres ressources : les donations privées et d’entreprises. Elle est régulée par le Conseil de la radiodiffusion et des télécommunications canadiennes, la licence de CJRT entrant dans la catégorie "autre FM spéciale", un troisième secteur de la radiodiffusion au Canada offrant aux auditeurs une radio de style alternatif comparé à celui de Radio Canada ou des radios privées, et empêche de diffuser plus de quatre minutes de publicité par heure.

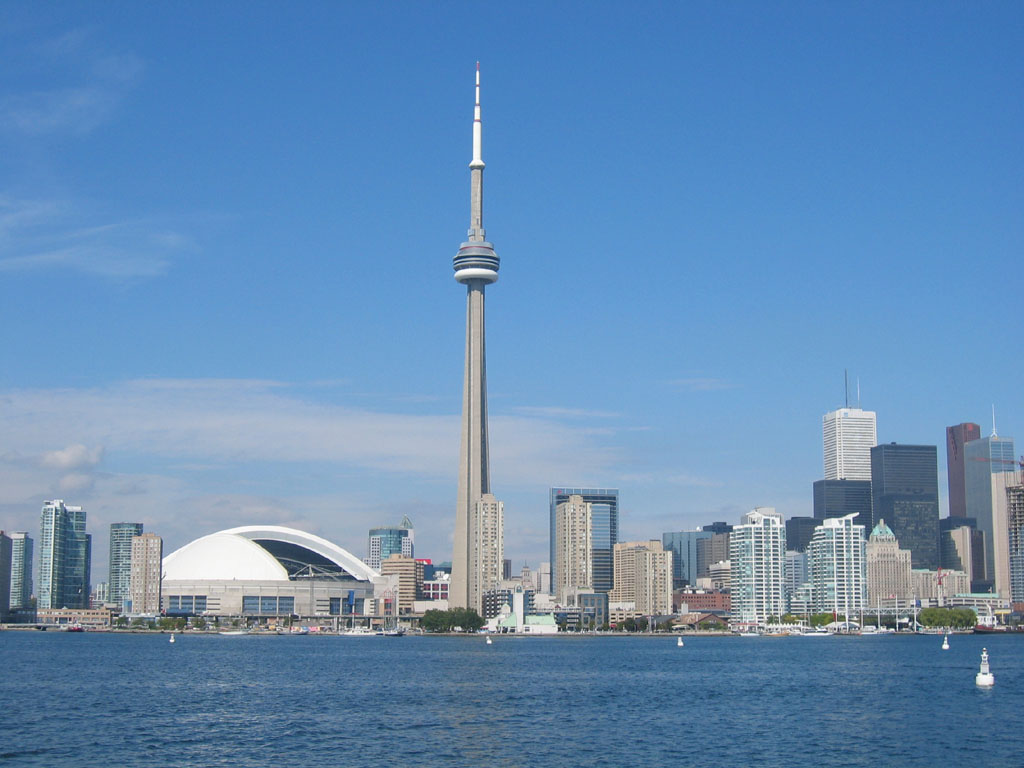
La tour CN

En 2001 la station change de format : elle diffuse du jazz à longueur de journée sous le nom de JAZZ.FM91, bien qu’elle continue de diffuser des programmes éducatifs. Actuellement elle couvre 95 % de l’Ontario, ainsi que des parties adjacentes des États-Unis à travers les ondes radio, le câble, le satellite et Internet.
En 2004 Ross Porter, un ancien diffuseur de jazz pour Radio Canada, est nommé président de JAZZ.FM91, un audit sur les finances de la station ayant conduit son prédécesseur à la démission. Plus tard dans l’année, l’ancien collègue de Ross Porter, Ralph Benmergui, rejoint la station pour animer le programme matinal.
Les studios de la station demeurent la propriété de l’université de Ryerson jusqu’en mai 2006, avant qu’ils aient été déménagés à LibertyVillage. L'Université de Ryerson a créé sa propre station de radio : CKLN-FM (en).